# Hylomyscus endorobae
Hylomyscus endorobae е вид бозайник от семейство Мишкови (Muridae).

## Разпространение
Видът е разпространен само в някои части от влажните източноафрикански планински гори в югозападна Кения и Танзания на височини над 2000 метра.